# Fotografis
Die Sammlung Fotografis ist eine 1976 von der Bank Austria gegründete Sammlung von über 1000 Lichtbildern aus der Pionierzeit der Fotografie im 19. Jahrhundert. Sie enthält Exemplare im Stil des Piktorialismus und der Straight Photography bis zu experimentellen Positionen der Avantgarden und zu zeitgenössischen Beiträgen.
Einen Schwerpunkt der Sammlung bilden die klassischen Beispiele des Mediums Fotografie: Dokumentation, das schwarz-weiße Kolorit und das gewohnte Kleinbildformat. Die Werke aus dem 19. Jahrhundert verdeutlichen die ursprüngliche Aufgabe der Fotografie, die Wirklichkeit direkt abzubilden, authentischer, als es die Malerei je erreicht hatte. In dieser Funktion übernimmt das Neue Medium nun die Vorherrschaft. Historisierende Reisefotografien ferner, exotischer Orte sowie klassische Porträts sind Beispiele dafür.

## Die Sammlung
Von William Henry Fox Talbot, dem „Erfinder der Fotografie“, David Octavius Hill und Robert Adamson stammen die frühesten in der Sammlung vertretenen Fotografien aus den 1840er Jahren. Als die Fotografen um 1900 malerische Effekte in der Manier des Impressionismus einsetzen, findet eine Annäherung der beiden Medien statt: Julia Margaret Cameron, Edward Steichen und Heinrich Kühn repräsentieren den Piktorialismus innerhalb der Sammlung.
Paul Strand und Edward Weston leiten in den 1920er Jahren unter dem Begriff Straight photography ein neues Kapitel der Kunstfotografie ein, der Eigenwert der Fotografie steht nun im Mittelpunkt: Die präzise Aufnahme der Wirklichkeit im gestochen scharfen Hell-Dunkel. Zeitgleich erweitern die Avantgardekünstler, besonders die Dadaisten und Konstruktivisten, die Möglichkeiten der Fotografie radikal: Arbeiten von Man Ray, Alexander Michailowitsch Rodtschenko, Raoul Hausmann und László Moholy-Nagy sind Glanzpunkte der Sammlung. Reportage- und sozialdokumentarische Aufnahmen von Weegee bis Diane Arbus spielen eine eminente Rolle in der Fotogeschichte des 20. Jahrhunderts.
Die Sammlung wurde 2009 als Dauerleihgabe der Sammlung Fotografie am Museum der Moderne in Salzburg übergeben.